# Sonic Rivers
 (novembre 2023).
Sonic Rivers est un album de Wadada Leo Smith, George Lewis et John Zorn. Sur les 8 pièces, 2 sont signées de Smith, les autres par les trois musiciens. La musique est un mélange de compositions et d'improvisations collectives. Sonic Rivers est le premier volume de la nouvelle collection Spectrum, qui souligne le début de la troisième décennie d'activité de Tzadik.

## Titres
| No | Titre                   | Durée |
| -- | ----------------------- | ----- |
| 1. | Cecil Taylor            | 8:57  |
| 2. | The Art of Counterpoint | 3:50  |
| 3. | North                   | 7:14  |
| 4. | South                   | 5:44  |
| 5. | East                    | 4:05  |
| 6. | West                    | 3:55  |
| 7. | Screaming Grass         | 5:49  |
| 8. | Mystic Cyphers          | 4:31  |

## Personnel
- George Lewis – trombone, electronique
- Wadada Leo Smith – trompette
- John Zorn – saxophone alto